# Bahnstrecke Haifa–Nazareth
| \| \| \| \| \| \| \| \| Hauptlinie der RI von Beʾer Scheva via Haifa Merkaz \| \| \| \| \| \| \| \| \| \| \| \| \| \| \| Neue Jesreʾeltalbahn nach Beit Scheʾan \| \| \| \| \| \| \| \| \| \| Kvisch 23 mit Karmeltunnel \| \| \| \| \| Luftseilbahn haRakkavlit \| \| \| \| \| Haifa Merkazit haMifratz seit 2001 \| \| \| \| \| Qischon \| \| \| \| \| \| \| \| \| \| Anschluss Iraq-Petroleum-Raffinerie BaZa"N und Deschanim-Chemiewerk \| \| \| \| \| \| \| \| \| \| Hauptlinie der IR nach Naharija \| \| \| \| \| Dajjan \| \| \| \| \| Ata Darom (d.h.Süd) Kirjat Ata \| \| \| \| \| HaʿAtsmaʾut Kirjat Ata \| \| \| \| \| Begin Kirjat Ata \| \| \| \| \| Gil-ʿAm Kirjat Ata \| \| \| \| \| Tal Kirjat Ata \| \| \| \| \| Schfarʿam Maʿarav (d.h. West) \| \| \| \| \| Schfarʿam Mizrach (d.h. Ost) \| \| \| \| \| Jiftachʾel Bʾir al-Maksur \| \| \| \| \| Nazareth Zafon (d.h. Nord) Nof HaGalil \| \| \| \| \| Raina Nof HaGalil \| \| \| \| \| Har Jonah Nof HaGalil \| \| \| \| \| Allon Nof HaGalil \| \| \| \| \| Gilʿad Nof HaGalil \| \| \| \| \| HaGalil Nof HaGalil \| \| \| \| \| Scharett Nof HaGalil \| \| \| \| \| Kiryat HaMemschala \| \| \| \| \| HaSchuq/alSuq Nof HaGalil \| \| \| \| \| Ziad / (Depot) Nof HaGalil \| \| \| \| \| \| \| \| Quellen: [1] \| \| \| \| |  |                                                                     |                                                                     |
| |  |                                                                     |                                                                     |
| Strecke |  | Hauptlinie der RI von Beʾer Scheva via Haifa Merkaz                 | Hauptlinie der RI von Beʾer Scheva via Haifa Merkaz                 |
| |  |                                                                     |                                                                     |
| |  |                                                                     |                                                                     |
| Strecke von links · Strecke quer · Abzweig geradeaus und nach rechts |  | Neue Jesreʾeltalbahn nach Beit Scheʾan                              | Neue Jesreʾeltalbahn nach Beit Scheʾan                              |
| |  |                                                                     |                                                                     |
| Strecke · Brücke |  | Kvisch 23 mit Karmeltunnel                                          | Kvisch 23 mit Karmeltunnel                                          |
| Kreuzung · Strecke von rechts · Strecke |  | Luftseilbahn haRakkavlit                                            | Luftseilbahn haRakkavlit                                            |
| Bahnhof · Kopfbahnhof Streckenende · Bahnhof |  | Haifa Merkazit haMifratz seit 2001                                  | Haifa Merkazit haMifratz seit 2001                                  |
| Strecke nach rechts · Brücke über Wasserlauf |  | Qischon                                                             | Qischon                                                             |
| |  |                                                                     |                                                                     |
| Abzweig geradeaus und nach rechts |  | Anschluss Iraq-Petroleum-Raffinerie BaZa"N und Deschanim-Chemiewerk | Anschluss Iraq-Petroleum-Raffinerie BaZa"N und Deschanim-Chemiewerk |
| |  |                                                                     |                                                                     |
| Abzweig ehemals geradeaus und nach links |  | Hauptlinie der IR nach Naharija                                     | Hauptlinie der IR nach Naharija                                     |
| Haltepunkt / Haltestelle (Strecke außer Betrieb) |  | Dajjan                                                              | Dajjan                                                              |
| Haltepunkt / Haltestelle (Strecke außer Betrieb) |  | Ata Darom (d.h.Süd) Kirjat Ata                                      | Ata Darom (d.h.Süd) Kirjat Ata                                      |
| Haltepunkt / Haltestelle (Strecke außer Betrieb) |  | HaʿAtsmaʾut Kirjat Ata                                              | HaʿAtsmaʾut Kirjat Ata                                              |
| Haltepunkt / Haltestelle (Strecke außer Betrieb) |  | Begin Kirjat Ata                                                    | Begin Kirjat Ata                                                    |
| Haltepunkt / Haltestelle (Strecke außer Betrieb) |  | Gil-ʿAm Kirjat Ata                                                  | Gil-ʿAm Kirjat Ata                                                  |
| Haltepunkt / Haltestelle (Strecke außer Betrieb) |  | Tal Kirjat Ata                                                      | Tal Kirjat Ata                                                      |
| Haltepunkt / Haltestelle (Strecke außer Betrieb) |  | Schfarʿam Maʿarav (d.h. West)                                       | Schfarʿam Maʿarav (d.h. West)                                       |
| Haltepunkt / Haltestelle (Strecke außer Betrieb) |  | Schfarʿam Mizrach (d.h. Ost)                                        | Schfarʿam Mizrach (d.h. Ost)                                        |
| Haltepunkt / Haltestelle (Strecke außer Betrieb) |  | Jiftachʾel Bʾir al-Maksur                                           | Jiftachʾel Bʾir al-Maksur                                           |
| Haltepunkt / Haltestelle (Strecke außer Betrieb) |  | Nazareth Zafon (d.h. Nord) Nof HaGalil                              | Nazareth Zafon (d.h. Nord) Nof HaGalil                              |
| Haltepunkt / Haltestelle (Strecke außer Betrieb) |  | Raina Nof HaGalil                                                   | Raina Nof HaGalil                                                   |
| Haltepunkt / Haltestelle (Strecke außer Betrieb) |  | Har Jonah Nof HaGalil                                               | Har Jonah Nof HaGalil                                               |
| Haltepunkt / Haltestelle (Strecke außer Betrieb) |  | Allon Nof HaGalil                                                   | Allon Nof HaGalil                                                   |
| Haltepunkt / Haltestelle (Strecke außer Betrieb) |  | Gilʿad Nof HaGalil                                                  | Gilʿad Nof HaGalil                                                  |
| Haltepunkt / Haltestelle (Strecke außer Betrieb) |  | HaGalil Nof HaGalil                                                 | HaGalil Nof HaGalil                                                 |
| Haltepunkt / Haltestelle (Strecke außer Betrieb) |  | Scharett Nof HaGalil                                                | Scharett Nof HaGalil                                                |
| Haltepunkt / Haltestelle (Strecke außer Betrieb) |  | Kiryat HaMemschala                                                  | Kiryat HaMemschala                                                  |
| Haltepunkt / Haltestelle (Strecke außer Betrieb) |  | HaSchuq/alSuq Nof HaGalil                                           | HaSchuq/alSuq Nof HaGalil                                           |
| Kopfbahnhof Streckenende (Strecke außer Betrieb) |  | Ziad / (Depot) Nof HaGalil                                          | Ziad / (Depot) Nof HaGalil                                          |
| |  |                                                                     |                                                                     |
| Quellen: |  |                                                                     |                                                                     |

Die Bahnstrecke Haifa–Nazareth (Eigenname auf hebräisch נוֹפִית Nōfīt, deutsch ‚Landschaftlich Malerische‘ [Bahn], technisch: רַכֶּבֶת קַלָּה חֵיפָה–נָצְרַת Rakkevet Qallah Chejfah–Nazərat, deutsch ‚Leichte Bahn Haifa–Nazareth‘, sinngemäß ‚Schnellstraßenbahn Haifa–Nazareth‘) ist eine geplante Bahnstrecke und soll im Rahmen einer Zweisystem-Stadtbahn betrieben werden.

## Geografische Lage
Die Strecke soll im Bahnhof Haifa Merkasit haMifratz in Haifa von der Bahnstrecke Naharija–Beʾer Scheva in nordöstlicher Richtung abzweigen und dann ab dem Transport Center Kirjat Ata in südöstlicher Richtung nach Nazareth führen.

## Technische Parameter
Geplant ist eine 41 km lange, zweigleisige, elektrifizierte Bahnstrecke in Normalspur mit einer zulässigen Höchstgeschwindigkeit von 100 km/h. In ihrem westlichen Teil soll sie als Eisenbahn, im Stadtgebiet von Nof HaGalil und Nazareth als Straßenbahn ausgeführt werden. Entsprechend folgen dort die Haltestellen sehr viel dichter als die Bahnhöfe und Haltepunkte im westlichen Abschnitt. Einschließlich der beiden Endhaltepunkte sind 20 Stationen vorgesehen, acht davon im Stadtgebiet von Nazareth. Die Zugfrequenz soll 4 bis 15 Minuten betragen, die Fahrzeit über die gesamte Strecke 50 Minuten und die Kapazität bei 100.000 Fahrgästen am Tag liegen.
Die Strecke ist Teil eines Vorhabens, auch die östlichen Landesteile und Siedlungszentren Israels durch Ost-West orientierte Strecken an das im Wesentlichen in Nord-Süd-Richtung orientierte Eisenbahnnetz der Israel Railways anzuschließen, um das völlig überlastete Straßennetz zu entlasten.

## Stand der Umsetzung
Die Ausschreibung zur Planung des Projekts ging im März 2019 an ein Konsortium aus der spanischen Ineco und der israelischen Yenon – Research & Design.
Am 7. April 2020 wurde das Verfahren eingeleitet, mit dem potentielle Bewerber ausgesucht wurden. Es handelte sich um eine beschränkte Ausschreibung in der sechs Konsortien zur Abgabe von Angeboten über die 25 Jahre laufende Konzession für Bau und Betrieb der Strecke aufgefordert wurden. Vier der Konsortien gaben ein Angebot ab. Als Sieger ging 2024 aus dem Bieterverfahren eine Gruppe hervor, die sich aus Alstom (Frankreich), Electra (Israel) und Minrav (Israel) zusammensetzt.
2027 bis 2028 soll Alstom für das Projekt 54 Fahrzeuge des Typs Citadis 305 mit einer Höchstgeschwindigkeit von 80 km/h liefern. Diese werden als Unechte Zweirichtungswagen ausgeführt, so dass sie nur in Heck an Heck gekuppelten Doppeltraktionen eingesetzt werden können.
Die Kosten für den Bau der Strecke werden mit knapp einer Milliarde Euro veranschlagt.